# بول ميلر
بول ميلر (بالإنجليزية: Paul Miller)‏ (و. 1960 – م) هو ممثل، وممثل أفلام، من كندا، ولد في مونتريال.

## وصلات خارجية
- بول ميلر على موقع IMDb (الإنجليزية)
- بول ميلر على موقع قاعدة بيانات الفيلم (الإنجليزية)